# Pingasa decristata
Pingasa decristata är en fjärilsart som beskrevs av W. Warren 1902. Pingasa decristata ingår i släktet Pingasa och familjen mätare. Inga underarter finns listade i Catalogue of Life.